# أليكس أكر
أليكس أكر (بالإنجليزية: Alex Acker)‏ مواليد 21 يناير 1983 في كومبتون، هو لاعب كرة سلة أمريكي بدأ مسيرته الاحترافية في سنة 2005 يلعب في ليغا باسكيت الدرجة الأولى ويحمل الرقم 9. يبلغ طوله 6 قدم 5 بوصة (2.0 م).

## فرق لعب لها
- ديترويت بيستونز
- نادي أولمبياكوس لكرة السلة
- نادي برشلونة لكرة السلة
- لوس أنجلوس كليبرز
- أولمبيا ميلانو
- لو مان سارت باسكت

## إحصائيات المسيرة

### الموسم الاعتيادي
| السنة   | الفريق            | لعب | بدأ | دقيقة | ميداني% | ثلاثية | حرة  | ارتداد | صنع | استلاب | تصدي | نقطة |
| ------- | ----------------- | --- | --- | ----- | ------- | ------ | ---- | ------ | --- | ------ | ---- | ---- |
| 2005–06 | ديترويت بيستونز   | 5   | 0   | 7.0   | .250    | .200   | .000 | 1.0    | .8  | .2     | .0   | 1.8  |
| 2008–09 | ديترويت بيستونز   | 7   | 0   | 2.9   | .364    | .000   | .500 | .3     | .1  | .3     | .1   | 1.3  |
| 2008–09 | لوس أنجلوس كليبرز | 18  | 0   | 9.9   | .400    | .438   | .500 | 1.2    | .6  | .2     | .2   | 3.5  |
| المسيرة |                   | 30  | 0   | 7.8   | .370    | .320   | .500 | 1.0    | .5  | .2     | .1   | 2.7  |

## روابط خارجية
- أليكس أكر على موقع إن بي أي (الإنجليزية)
- أليكس أكر على موقع سبورتس رفرنس (الإنجليزية)
- أليكس أكر على موقع الدوري الإسباني لكرة السلة (الإسبانية)
- أليكس أكر على موقع كرة السلة الأوروبية.كوم (الإنجليزية)
- أليكس أكر على موقع إي إس بي إن.كوم (الإنجليزية)
- أليكس أكر على موقع كلية كرة السلة في سبورتس رفرنس.كوم (الإنجليزية)
- أليكس أكر على موقع ريلجم (الإنجليزية)
- أليكس أكر على موقع بروبوليرز (الإنجليزية)
- أليكس أكر على موقع سبورتس رفرنس (الإنجليزية)
- أليكس أكر على موقع سبورتس رفرنس (الإنجليزية)